# Ландісбург (Пенсільванія)
Ландісбург (англ. Landisburg) — місто (англ. borough) в США, в окрузі Перрі штату Пенсільванія. Населення — 221 особа (2020).

## Географія
Ландісбург розташований за координатами 40°20′35″ пн. ш. 77°18′21″ зх. д. / 40.34306° пн. ш. 77.30583° зх. д. (40.342955, -77.305728).  За даними Бюро перепису населення США в 2010 році місто мало площу 0,18 км², уся площа — суходіл.

## Демографія
Згідно з переписом 2010 року, у селищі мешкало 218 осіб у 86 домогосподарствах у складі 57 родин. Густота населення становила 1209 осіб/км².  Було 91 помешкання (505/км²).
Расовий склад населення:
| - 92,7 % — білих - 0,9 % — чорних або афроамериканців - 0,5 % — корінних американців - 4,6 % — осіб інших рас |

До двох чи більше рас належало 1,4 %. Частка іспаномовних становила 6,0 % від усіх жителів.
За віковим діапазоном населення розподілялося таким чином: 27,5 % — особи молодші 18 років, 62,4 % — особи у віці 18—64 років, 10,1 % — особи у віці 65 років та старші. Медіана віку мешканця становила 32,5 року. На 100 осіб жіночої статі у селищі припадало 98,2 чоловіків;  на 100 жінок у віці від 18 років та старших — 100,0 чоловіків також старших 18 років.
Середній дохід на одне домашнє господарство  становив 47 346 доларів США (медіана — 44 271), а середній дохід на одну сім'ю — 54 749 доларів (медіана — 59 375). Медіана доходів становила 35 625 доларів для чоловіків та 23 750 доларів для жінок. За межею бідності перебувало 22,8 % осіб, у тому числі 26,2 % дітей у віці до 18 років та 15,4 % осіб у віці 65 років та старших.
Цивільне працевлаштоване населення становило 110 осіб. Основні галузі зайнятості: роздрібна торгівля — 30,0 %, науковці, спеціалісти, менеджери — 17,3 %, освіта, охорона здоров'я та соціальна допомога — 11,8 %, виробництво — 10,0 %.